# آگوستو سولاری
آگوستو سولاری (انگلیسی: Augusto Solari؛ زادهٔ ۳ ژانویهٔ ۱۹۹۲) بازیکن فوتبال اهل آرژانتین است.
از باشگاه‌هایی که در آن بازی کرده‌است می‌توان به باشگاه فوتبال ریور پلاته و باشگاه فوتبال استودیانتس اشاره کرد.